# Sultepequito
Sultepequito är en ort i kommunen Sultepec i delstaten Mexiko i Mexiko. Samhället hade 1 508 invånare vid folkräkningen 2020.